# Mennyei pásztorlány-templom
A Mennyei pásztorlány-templom (Iglesia de la Divina Pastora) a kubai Santa Clarában áll.

## Története
A templom a város központi részén található. Két pap, Miguel Sánchez de los Reyes és Agustín Pérez de Prado építtette. A templom a hosszú leállások miatt több évtizeden át épült; a munkálatok 1759. augusztus 31-én kezdődtek, de az épületet csak a század végén szentelték fel. A nevét arról az Antonio León által festett olajképről kapta, amely Szűz Máriát pásztorlányként jeleníti meg. A mintegy öt méter magas harangtorony José María Betancourt munkája. A torony tetején magasodó kereszt egy földgömbön áll. A legenda szerint a glóbusz idővel elvesztette színeit, és sárgára festették, emiatt a helyiek töktemplomnak nevezték az Iglesia de la Divina Pastorát.
A templom eredetileg egyhajós volt, 1948-ban bővítették ki. Az 1940-es években, majd 1990-ben felújításokon esett át az épület, ennek ellenére homlokzata 2024 elején rossz állapotban volt.